# 37.ª edición de los Premios Óscar
La 37.ª edición de Óscar premió a las mejores películas de 1964. Organizada por la Academia de Artes y Ciencias Cinematográficas y presentada por Bob Hope, tuvo lugar en el Santa Monica Civic Auditorium de Santa Mónica (Estados Unidos) el 5 de abril de 1965. La película triunfadora de esta edición fue My Fair Lady, que consiguió 8 de los 12 premios a los que era candidata.
Hasta la fecha esta es la única edición en la historia del Óscar donde tres de las cinco películas candidatas en la categoría  principal obtuvieron doce o más nominaciones: Becket y My Fair Lady recibieron doce cada una, mientras que Mary Poppins por su parte recibió trece.
También fue la primera edición donde los cuatro ganadores en las categorías de interpretación son actores no estadounidenses, dicha hazaña se volvería repetir 43 años después en la 80.º edición.
Dr. Strangelove or: How I Learned to Stop Worrying and Love the Bomb ostenta el récord de la película con el título más largo en lograr la nominación al Óscar en la categoría principal, también cabe destacar que su protagonista Peter Sellers consiguió su nominación como Mejor actor por haber interpretado a tres personajes diferentes en la misma película, siendo el único actor en conseguir una nominación al Óscar por interpretar más de dos personajes en una película.

## Ganadores y nominados

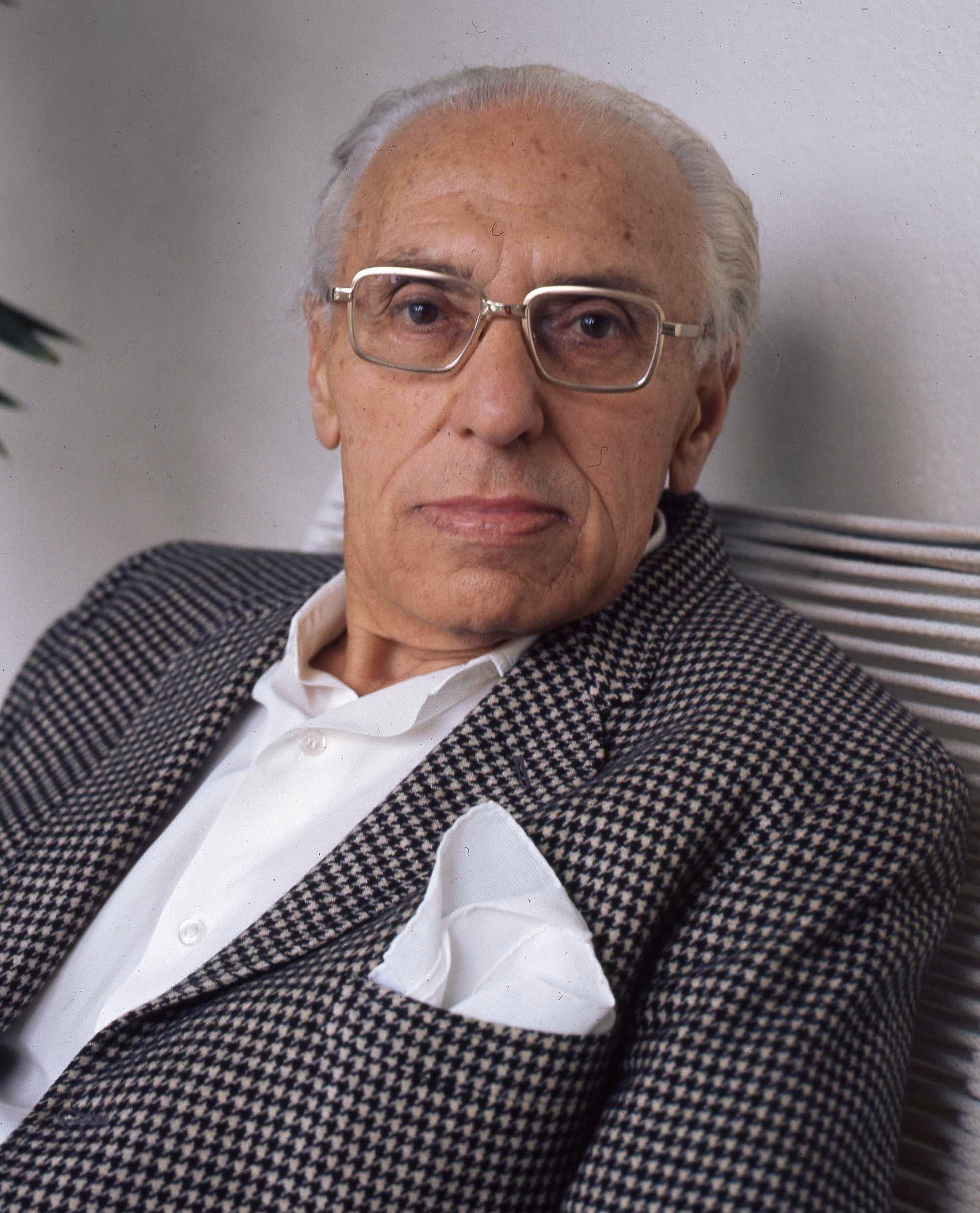
George Cukor se hizo acreedor al Premio Óscar como mejor director por la película My Fair Lady (Mi bella dama).

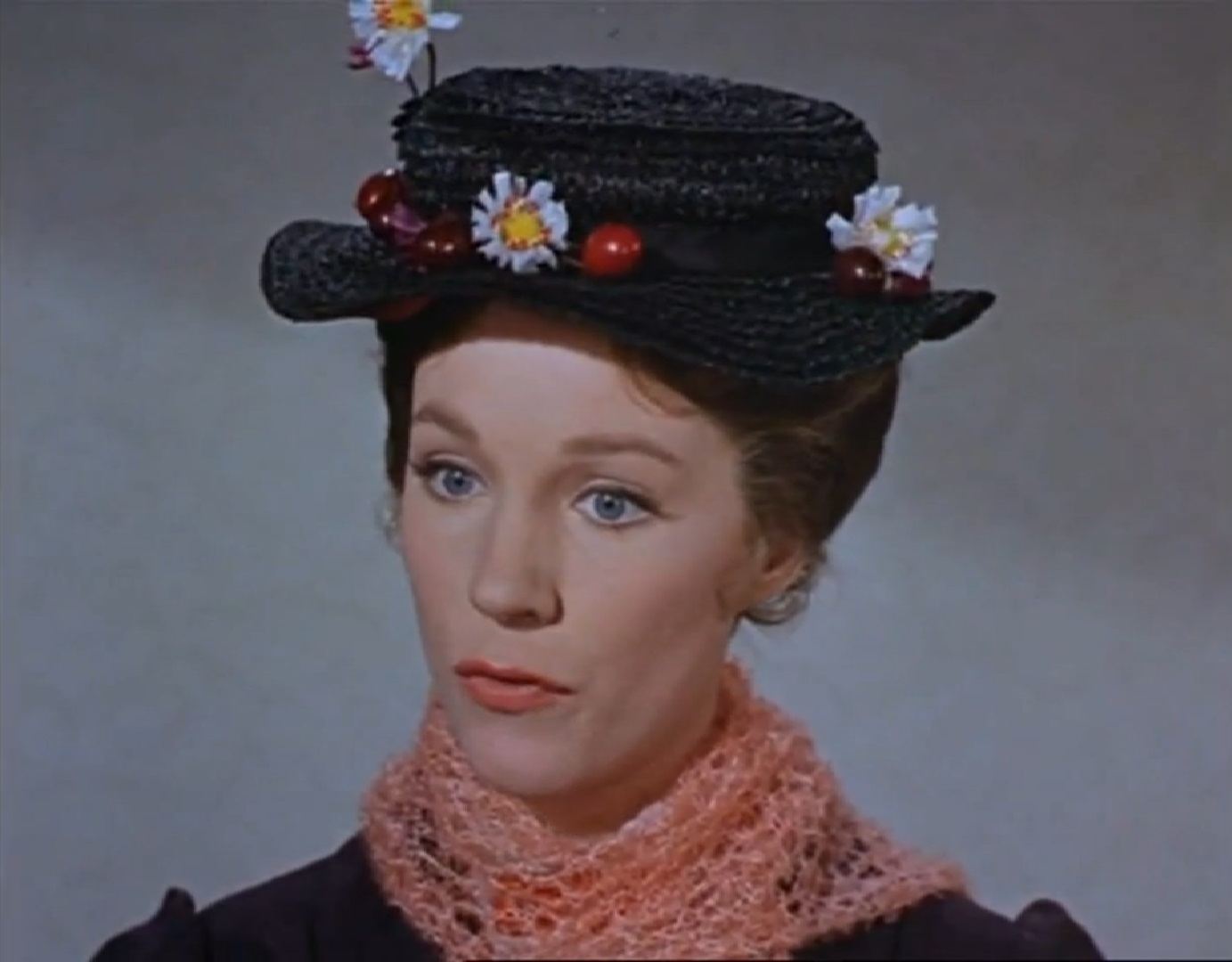
Julie Andrews ganó el Óscar como mejor actriz por Mary Poppins.

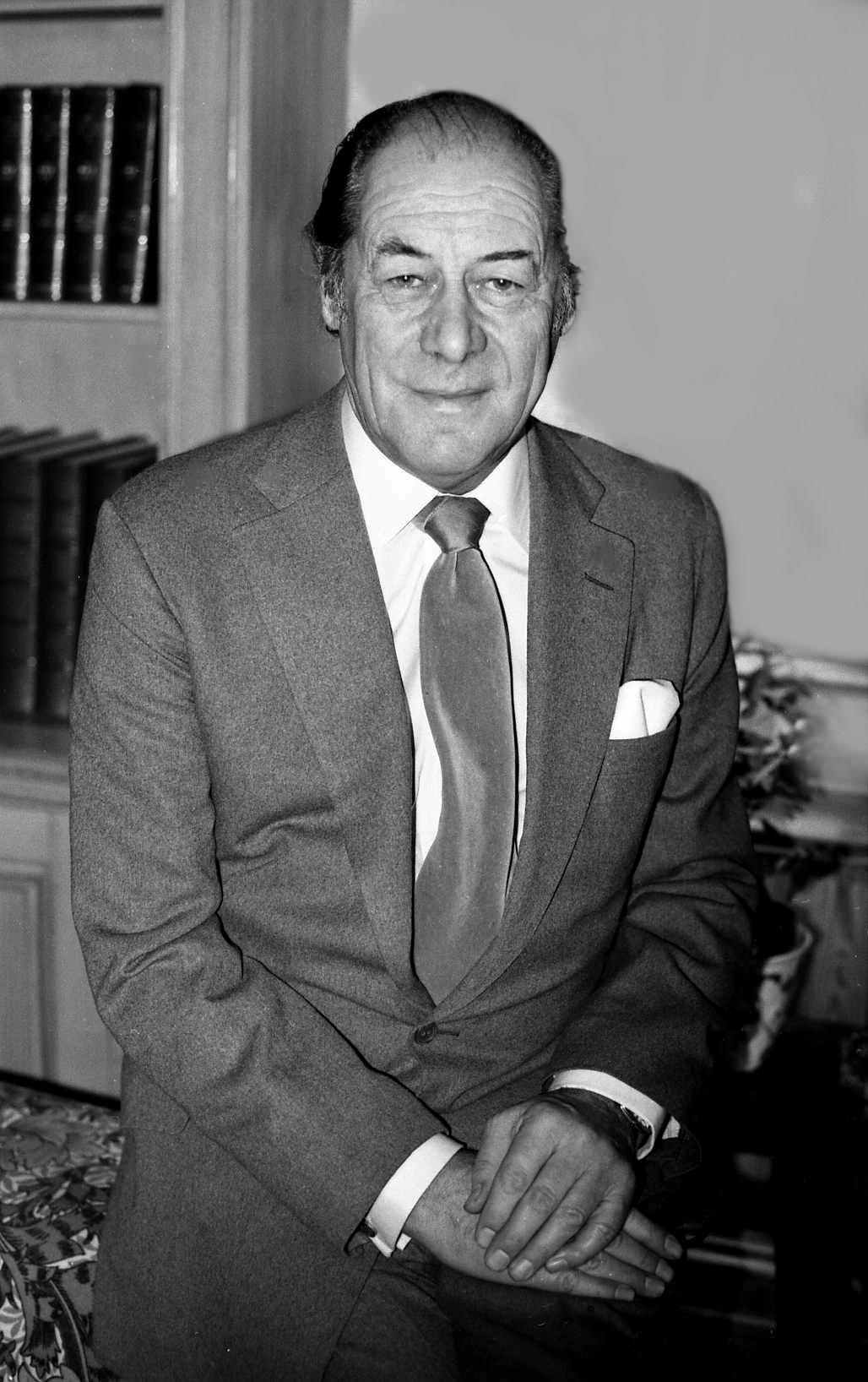
Rex Harrison ganó el Óscar como mejor actor por My Fair Lady (Mi bella dama).

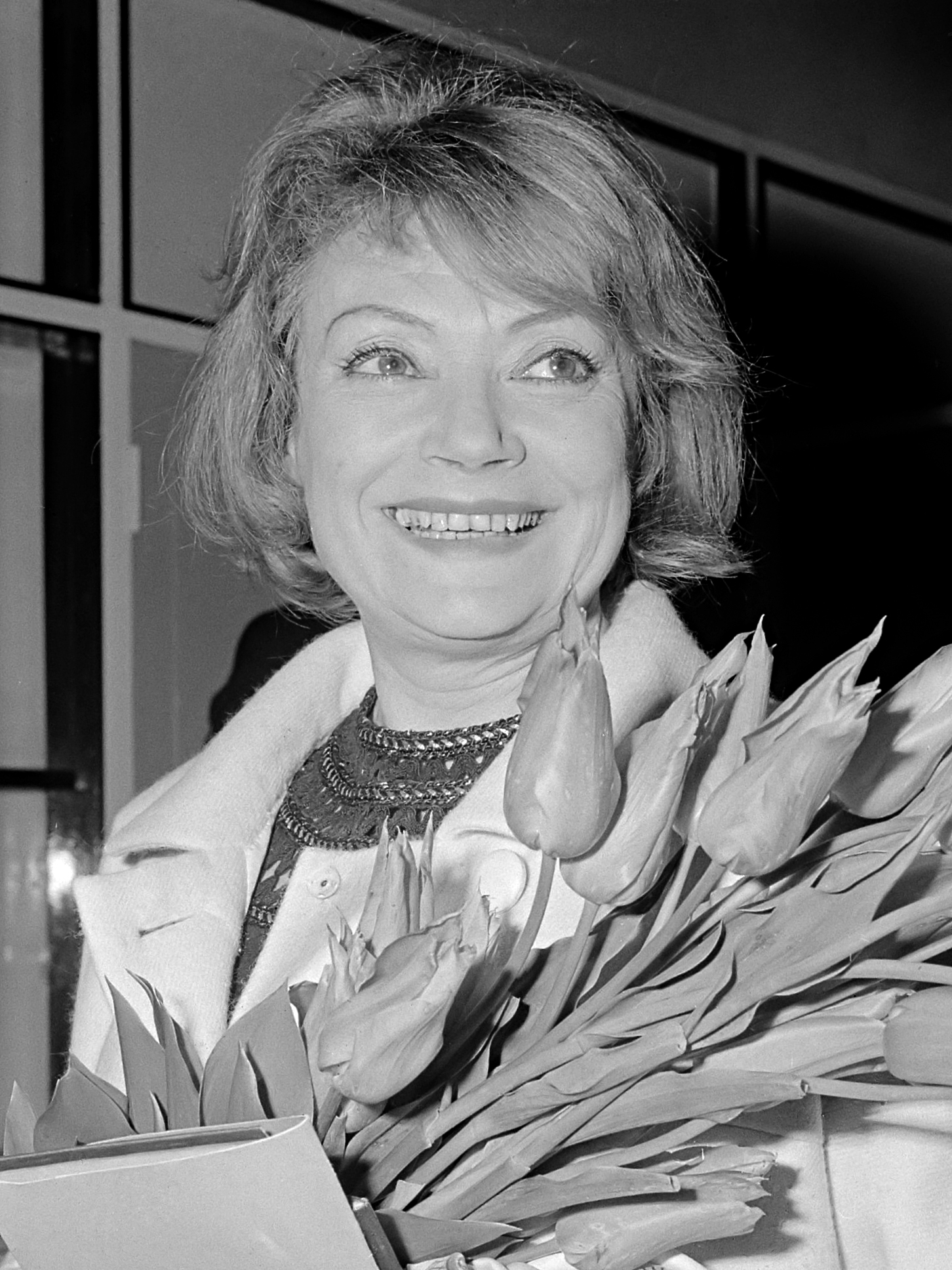
Lila Kedrova ganó el Óscar como mejor actriz de reparto por su actuación en Zorba el griego.

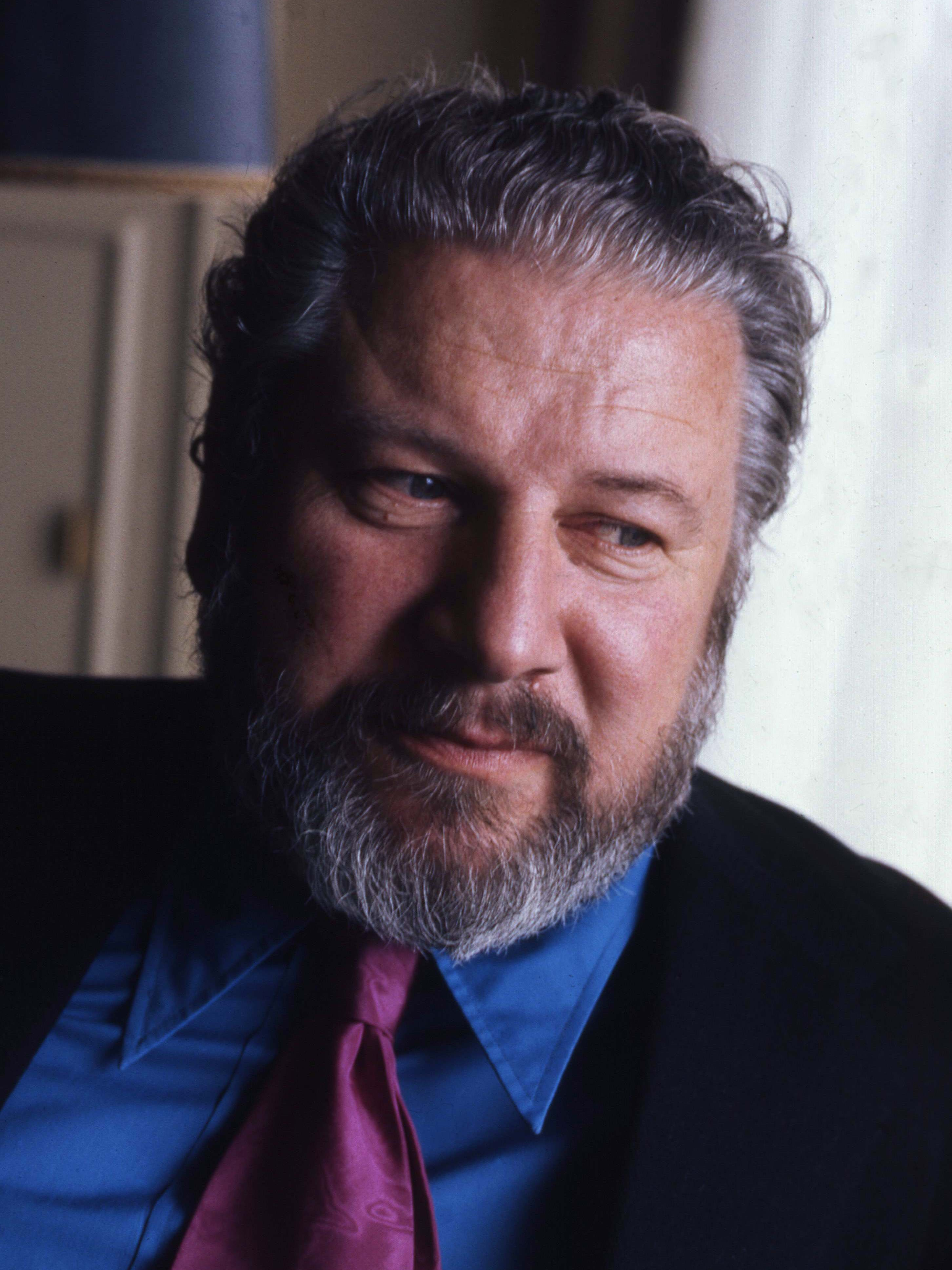
Peter Ustinov ganó su segundo Óscar como mejor actor de reparto por su actuación en Topkapi.

Indica el ganador dentro de cada categoría.
| Mejor película Presentado por: Gregory Peck My Fair Lady — Jack L. Warner, productor - Dr. Strangelove or: How I Learned to Stop Worrying and Love the Bomb — Stanley Kubrick, productor - Becket — Hal B. Wallis, productor - Zorba el griego — Michael Cacoyannis, productor - Mary Poppins — Walt Disney y Bill Walsh, productores | Mejor dirección Presentado por: Joan Crawford George Cukor — My Fair Lady - Michael Cacoyannis — Zorba, el griego - Peter Glenville — Becket - Stanley Kubrick — Dr. Strangelove or: How I Learned to Stop Worrying and Love the Bomb - Robert Stevenson — Mary Poppins |
| Mejor actor Presentado por: Audrey Hepburn Rex Harrison — My Fair Lady - Richard Burton — Becket - Peter O'Toole — Becket - Anthony Quinn — Zorba, el griego - Peter Sellers — Dr. Strangelove or: How I Learned to Stop Worrying and Love the Bomb | Mejor actriz Presentado por: Sidney Poitier Julie Andrews — Mary Poppins - Anne Bancroft — The Pumpkin Eater (Siempre estoy sola) - Sophia Loren — Matrimonio all'italiana (Matrimonio a la italiana) - Debbie Reynolds — The Unsinkable Molly Brown (Molly Brown siempre a flote) - Kim Stanley — Séance on a Wet Afternoon (Plan siniestro) |
| Mejor actor de reparto Presentado por: Angela Lansbury Peter Ustinov — Topkapi - John Gielgud — Becket - Stanley Holloway — My Fair Lady - Edmond O'Brien — Seven Days in May (Siete días de mayo) - Lee Tracy — The Best Man (El mejor hombre) | Mejor actriz de reparto Presentado por: Karl Malden Lila Kedrova — Zorba, el griego - Gladys Cooper — My Fair Lady - Edith Evans — The Chalk Garden (Mujer sin pasado) - Grayson Hall — The Night of the Iguana (La noche de la iguana) - Agnes Moorehead — Hush… Hush, Sweet Charlotte (Canción de cuna para un cadáver) |
| Mejor argumento y guion escritos directamente para la pantalla Presentado por: Deborah Kerr Father Goose (Operación Whisky) — S.H. Barnett, Peter Stone y Frank Tarloff - I compagni (Los camaradas) — Agnenori Incrocci, Furio Scarpelli y Mario Monicelli - A Hard Day's Night — Alun Owen - El hombre del río — Jean-Paul Rappeneau, Ariane Mnouchkine, Daniel Boulanger y Philippe de Broca - One Potato, Two Potato (Víctima de la ley) — Orville H. Hampton y Raphael Hayes | Mejor guion basado en material de otro medio Presentado por: Deborah Kerr Becket — Edward Anhalt basada en la obra de teatro de Jean Anouilh - Dr. Strangelove or: How I Learned to Stop Worrying and Love the Bomb — Stanley Kubrick, Peter George y Terry Southern basada en la novela de Peter George - Mary Poppins — Bill Walsh y Don DaGradi basada en la novela de P.L Travers - My Fair Lady — Alan Jay Lerner basada en la obra de teatro de Alan Jay Lerner y Pigmalión de George Bernard Shaw - Alexis Zorbas (Zorba el griego) — Michael Cacoyannis basada en la novela de Nikos Kazantzakis |
| Mejor cortometraje Presentado por: Merle Oberon Casals Conduts: 1964 - Edward Schreiber - Help! My Snowman's Burning Down - Carson Davidson - The Legend of Jimmy Blue Eyes - Robert Clouse | Mejor cortometraje animado Presentado por: Merle Oberon The Pink Phink - David H. DePatie y Friz Freleng - Christmas Cracker - National Film Board of Canada - How to Avoid Friendship - William L. Snyder - Nudnik #2 - William L. Snyder |
| Mejor documental largo Presentado por: Jimmy Durante y Martha Raye World Without Sun - Jacques-Yves Cousteau - The Finest Hours - Jack Le Vien - Four Days in November - Mel Stuart - The Human Dutch - Bert Haanstra - Over There, 1914 - 18 - Jean Aurel | Mejor documental corto Presentado por: Jimmy Durante y Martha Raye Nine from Little Rock - Charles Guggenheim - Breaking the Habit - Henry Jacobs y John Korty - Children Whithout - Charles Guggenheim - Eskimo Artist: Kenojuak - National Film Board of Canada - 140 Days Under the World - Geoffrey Scott y Oxley Hughan |
| Mejor película de habla no inglesa Presentado por: Rex Harrison Ieri, oggi, domani (Ayer, hoy y mañana) - Vittorio De Sica ( Italia) - Kvarteret Korpen (El barrio del cuervo) - Bo Widerberg (Suecia) - Sallah Shabati - Ephraim Kishon (Israel) - Les Parapluies de Cherbourg (Los paraguas de Cherburgo) - Jacques Demy (Francia) - Suna no onna (La mujer de la arena) - Hiroshi Teshigahara (Japón) | Mejor montaje Presentado por: Richard Chamberlain y Vince Edwards Mary Poppins — Cotton Warburton - Becket — Anne V. Coates - Father Goose (Operación Whisky) — Ted J. Kent - Hush… Hush, Sweet Charlotte (Canción de cuna para un cadáver) — Michael Luciano - My Fair Lady — William Ziegler |
| Mejor banda sonora – sustancialmente original Presentado por: Debbie Reynolds Mary Poppins — Robert B. Sherman y Richard M. Sherman - The pink panther (La pantera rosa) – Henry Mancini - Becket – Laurence Rosenthal - The Fall of the Roman Empire (La caída del Imperio romano) – Dimitri Tiomkin - Hush… Hush, Sweet Charlotte (Canción de cuna para un cadáver) – Frank DeVol | Mejor orquestación de música – adaptación o tratamiento Presentado por: Debbie Reynolds My Fair Lady — André Previn - A Hard Day's Night – George Martin - Robin and the 7 Hoods (Cuatro gángsters de Chicago) – Nelson Riddle - Mary Poppins - Irwin Kostal - The Unsinkable Molly Brown (Molly Brown siempre a flote) - Robert Armbruster, Leo Arnaud, Jack Elliott, Jack Hayes, Calvin Jackson y Leo Shuken |
| Mejor canción original Presentado por: Fred Astaire «Chim Chim Cher-ee» de Mary Poppins; compuesta por Robert B. Sherman y Richard M. Sherman - «Dear Heart» de Dear Heart (Querido corazón); compuesta por Henry Mancini, Jay Livingston y Ray Evans - «Hush...Hush, Sweet Charlotte» de Hush… Hush, Sweet Charlotte (Canción de cuna para un cadáver); compuesta por Frank DeVol y Mark David - «My Kind of Town» de Robin and the 7 Hoods (Cuatro gángsters de Chicago); compuesta por Jimmy Van Heusen y Sammy Cahn - «Where Love Has Gone» de Where Love Has Gone? (¿Adonde fue el amor?); compuesta por Jimmy Van Heusen y Sammy Cahn | Mejor sonido Presentado por: Claudia Cardinale y Steve McQueen My Fair Lady – Georges R. Groves - Becket - John Cox - Father Goose (Operación Whisky) - Waldon O. Watson - Mary Poppins - Robert O. Cook - The Unsinkable Molly Brown (Molly Brown siempre a flote) - Frank E. Milton |
| Mejor fotografía - Blanco y negro Presentado por: Rock Hudson y Jean Simmons Alexis Zorbas (Zorba el griego) — Walter Lassally - The Americanization of Emily (La americanización de Emily) — Philip H. Lathrop - Hush… Hush, Sweet Charlotte (Canción de cuna para un cadáver) — Joseph Biroc - The Night of the Iguana (La noche de la iguana) — Gabriel Figueroa - Fate Is the Hunter (Los pasos del destino) — Milton Krasner | Mejor fotografía - Color Presentado por: Rock Hudson y Jean Simmons My Fair Lady — Harry Stradling - Becket — Geoffrey Unsworth - Cheyenne Autumn (El gran combate) — William H. Clothier - Mary Poppins — Edward Colman - The Unsinkable Molly Brown (Molly Brown siempre a flote) — Daniel L. Fapp |
| Mejor dirección de arte - Blanco y negro Presentado por: Elizabeth Ashley y Macdonald Carey Alexis Zorbas (Zorba el griego) — Vassilis Photopoulos - The Americanization of Emily (La americanización de Emily) — John Bryan, Maurice Carter, Patrick McLoyghlin y Robert Cartwright - Hush… Hush, Sweet Charlotte (Canción de cuna para un cadáver) — William Glasgow y Raphael Bretto - The Night of the Iguana (La noche de la iguana) — Stephen Grimes - Seven Days in May (Siete días de mayo) — Cary Odell y Edward G. Boyle | Mejor dirección de arte - Color Presentado por: Elizabeth Ashley y Macdonald Carey My Fair Lady — Gene Allen, Cecil Beaton y George James Hopkins - Becket — John Bryan, Maurice Carter, Patrick McLoyghlin y Robert Cartwright - What a Way to Go! (Ella y sus maridos) — Jack Martin Smith, Ted Haworth, Walter Scott y Stuart A. Reiss - Mary Poppins — Carroll Clark, William H. Tuntke, Emile Kuri y Hal Gausman - The Unsinkable Molly Brown (Molly Brown siempre a flote) — George W. Davis, Preston Ames, Henry Grace y Hugh Hunt                                                                |
| Mejor diseño de vestuario - Blanco y negro Presentado por: Greer Garson y Dick Van Dyke The Night of the Iguana (La noche de la iguana) — Dorothy Jeakins - A House Is Not a Home — Edith Head - Hush… Hush, Sweet Charlotte (Canción de cuna para un cadáver) — Norman Koch - Kisses for My President (Besos para mi presidente) — Howard Shoup - The Visit (La visita del rencor) — René Hubert | Mejor diseño de vestuario - Color Presentado por: Greer Garson y Dick Van Dyke My Fair Lady — Cecil Beaton - Becket — Margaret Furse - Mary Poppins — Tony Walton - The Unsinkable Molly Brown (Molly Brown siempre a flote) — Morton Haack - What a Way to Go! (Ella y sus maridos) — Edith Head y Moss Mabry |
| Mejor efectos de sonido Presentado por: Angie Dickinson Goldfinger — Norman Wanstall - The Lively Set — Robert L. Bratton | Mejores efectos visuales Presentado por: Alain Delon Mary Poppins — Peter Ellenshaw, Eustace Lycett y Hamilton Luske - 7 Faces of Dr. Lao (Las siete caras del Dr. Lao) — Jim Danforth |

### Óscar Honorífico
- William Tuttle, por su trabajo de maquillaje en la película Las 7 caras del Dr. Lao.[3]

## Premios y nominaciones múltiples
| Película                                                                                                   | Nominaciones | Premios |
| --- | ------------ | ------- |
| Mary Poppins                                                                                               | 13           | 5       |
| My Fair Lady (Mi bella dama)                                                                               | 12           | 8       |
| Becket | 12           | 1       |
| Alexis Zorbas (Zorba el griego)                                                                            | 7            | 3       |
| Hush… Hush, Sweet Charlotte (Canción de cuna para un cadáver)                                              | 7            | 0       |
| The Unsinkable Molly Brown (Molly Brown siempre a flote)                                                   | 6            | 0       |
| Dr. Strangelove or: How I Learned to Stop Worrying and Love the Bomb (¿Teléfono rojo? Volamos hacia Moscú) | 4            | 0       |
| The Night of the Iguana (La noche de la iguana)                                                            | 4            | 1       |
| Father Goose (Operación Whisky)                                                                            | 3            | 1       |
| Seven Days in May (Siete días de mayo)                                                                     | 2            | 0       |
| What a Way to Go! (Ella y sus maridos)                                                                     | 2            | 0       |
| Robin and the 7 Hoods (Cuatro gángsters de Chicago)                                                        | 2            | 0       |
| The Americanization of Emily (La americanización de Emily)                                                 | 2            | 0       |
| A Hard Day's Night                                                                                         | 2            | 0       |
| Topkapi | 1            | 1       |
| Goldfinger                                                                                                 | 1            | 1       |
| Ieri, oggi, domani (Ayer, hoy y mañana)                                                                    | 1            | 1       |